# Petasos
Petasos (gr.: πέτασος) er en type rund solhat som blev båret af mænd og ynglinge (efeber) i oldtidens Grækenland, ofte sammen med chlamys, en kort kappe. Den har sin oprindelse i Thessalien og var lavet af filt, læder eller flettet strå. Forsynet med hagesnor kunne den hænge på ryggen.
En type stridshjelm af metal som blev brugt af ryttersoldater fra Athen, havde samme form som petasos. Huller på yderkanten kan være til at fastgøre et overtræk af tekstil.
Petasos − eller en petasosformet hjelm med vinger − blev sammen med blandt andet bevingede sko (talaria-sandaler) og merkurstav (caduceus) kendetegn for Hermes i antikkens kunst. Hermes var de græske guders budbringer som svarede til Merkur i romersk mytologi. 
Petasoshjelm, som den fremstilles i billedkunsten, kan ligne den britiske skålformede og cirkelrunde 'brodiehjelm', patenteret i 1915 af John L. Brodie fra London. 

## Galleri
- Ung kriger med chiton (underkjortel), chlamys (kappe), høje sandalstøvler, to spyd og petasos hængende på ryggen
- Merkur med skålformet petasos, chlamys (vandringskappe), caduceus (merkurstav) og pung. Romersk marmorkopi af græsk Hermes-statue.
- En petasoslignende brodiehjelm fra 1917